# Shagadelic Groove
Shagadelic Groove ('ʃægǝ'delɪk gru:v) ist eine deutsche Funk- und Alternative-Rock-Band, die darüber hinaus
dem Musikgenre Zouk zuzuordnen ist. Der Bandname sowie die einzelnen Pseudonyme der Bandmitglieder sind allesamt der James-Bond-Parodie Austin Powers entlehnt.

## Geschichte
Die Band wurde von Dr. G. Groove, Dude Dieter Drum und Sir Manfred Von Koreander im Jahre 2008 in Chemnitz gegründet. Während der Arbeiten zum Debütalbum Sweat ’n’ Steam Ende 2009 stieß zusätzlich Earl Hipshake Hoobert hinzu, der den Sound der Band mit Synthesizern komplettierte. Anfang 2011 verließ Dude Dieter Drum die Band und wurde von Herrn Hugo van Zack ersetzt.
Am 27. November 2011 verkündete die Band ihre Auflösung. Nur zwei Tage später gründeten die ehemaligen Mitglieder gemeinsam die Band Atlas Ahead. Somit scheint die Auflösung eher eine öffentlichkeitswirksame Umbenennung als eine tatsächliche Auflösung gewesen zu sein.

## Stil
Signifikant für die Musik von Shagadelic Groove ist die Kombination von unterschiedlichen Musikrichtungen mit teils progressiven Anleihen, wobei moderner Funk den größten Anteil einnimmt. Außerdem wird die Band im deutschen Raum zu den bekanntesten Vertretern des Musikstils Zouk gezählt, den die Gruppe oftmals unauffällig in ihren Songs einbindet.

## Diskografie
- 2010: Sweat ’n’ Steam

## Auszeichnungen
- Gewinner des „Sachsen rockt! Contests 2008“